# Primo ministro della Repubblica del Madagascar
Il Primo ministro del Madagascar (in malgascio Praiminisitra Madagasikara) è il capo del governo della Repubblica del Madagascar. Nominato dal Presidente della Repubblica, proviene solitamente da un partito politico appartenente alla maggioranza dell'Assemblea nazionale.
Dal 6 giugno 2018 il Primo Ministro è Christian Ntsay.

## Nomina
Ai sensi dell'articolo 54 della Costituzione del Madagascar, il Primo ministro è nominato dal Presidente della Repubblica su proposta del partito o del gruppo di partiti di maggioranza dell'Assemblea nazionale. Il presidente può anche porre fine alle sue funzioni, sia su presentazione da parte sua delle dimissioni del governo, sia in caso di colpa grave o evidente fallimento.

## Mozione di sfiducia
La procedura con cui l'Assemblea nazionale può mettere in discussione la responsabilità del Primo ministro è una mozione di sfiducia costruttiva. Egli non può quindi essere rovesciato da una maggioranza negativa, cioè se ha contro di sé una maggioranza di deputati anche di tendenze opposte, ma da una maggioranza positiva.

## Funzioni
Secondo la Costituzione della Quarta Repubblica, il Primo ministro dirige la politica generale dello Stato ed è il capo dell'amministrazione. Inoltre promuove le leggi e garantisce l'esecuzione delle decisioni dei tribunali.

## Residenza ufficiale
Dal 1960, la residenza ufficiale del Primo ministro si trova nel Palazzo Mahazoarivo, nel 2º distretto di Antananarivo.

## Stemma

Stemma del Primo ministro dal 1972 al 1975 (già in uso dal 1958)
Stemma del Primo ministro dal 1975 al 1992
Stemma del Primo ministro dal 1993 al 1998
Stemma del Primo ministro dal 1998 al 2025
Stemma del Primo ministro dal 2025